# فریمبورک (ناحیه کلاتووی)
فریمبورک (به چکی: Frymburk) یک منطقهٔ مسکونی در جمهوری چک است که در ناحیه کلاتووی واقع شده‌است. فریمبورک ۶٫۵۴ کیلومتر مربع مساحت و ۱۰۵ نفر جمعیت دارد و ۴۹۳ متر بالاتر از سطح دریا واقع شده‌است.